# Дом В. В. Каширина
Дом В. В. Каширина — памятник истории федерального значения в историческом центре Нижнего Новгорода. Построен в середине XIX века.
Здание является частью застройки заповедного места улиц Короленко, Новой, Славянской и Студёной. Представляет собой образец деревянной и каменно-деревянной архитектуры Нижнего Новгорода XIX — начала XX веков. Имеет архитектурно-художественную ценность.
Здесь, в доме деда, в 1872—1876 годах жил будущий знаменитый писатель Максим Горький.    

## История
История домовладения прослеживается в архивных документах с середины XIX века, когда «крепостным местом» с деревянным домом владел мещанин А. Баяркин (Бояркин). Позже дом перешёл в собственность семьи нижегородских цеховых Овсянниковых, у которых в сентябре 1872 года (по другим данным — в 1873 году) его выкупил нижегородский цеховой В. В. Каширин (1807—1887). Усадьба стала вторым (и последним) собственным домом Каширина, который он приобрёл после раздела имущества с сыновьями.
В. В. Каширин переехал в новый дом с женой А. . Кашириной (Муратовой), дочерью Варварой и её сыном Алёшей Пешковым — будущим писателем Максимом Горьким. По оценочной ведомости 1874 года деревянный одноэтажный дом, в три сажени по фасаду, располагался на участке в десять саженей по красной линии улицы. Облик дома того времени описан в автобиографической трилогии М. Горького (повесть «Детство»). Фасад был выкрашен тёмно-малиновой краской, ставни окон — голубой, а на чердаке имелось чердачное окно с одинарной решётчатой ставней. Часть дома сдавалась в наём. На дворовой территории располагались хозяйственные постройки, приспособленные под профессиональную деятельность В. В. Каширина — красильное производство. 
Разорившись, В. В. Каширин продал усадьбу в июле 1876 года. Владельцы домовладения неоднократно менялись. С октября 1889 года дом принадлежал И. П. Нестерову, а с 1910 года и вплоть до 1918 года — его брату, Н. П. Нестерову. Здание было перестроено новыми владельцами: расширен фасад на два окна за счёт сеней, на чердаке появилось два окна. В 1918 году дом был экспроприирован государством и впоследствии переоборудован под квартиры.              

## Архитектура
Дом сохранил облик на период 1910-х годов. Он деревянный одноэтажный с мансардой, на каменном подвальном этаже, прямоугольный в плане под двускатной крышей. Построен по одному из «образцовых» проектов. Фасады обшиты тёсом. С южного фасада примыкает тамбур главного входа. С востока — большой дощатый пристрой, где расположена лестница в мансардный этаж. 
Планировка дома трёхчастная, характерная для небольших мещанских домов Нижнего Новгорода середины XIX века: главный вход ведёт в широкий коридор, где выгорожена прихожая, в который выходят жилые помещения. В парадной комнате, выходящей на улицу тремя окнами, сохранилась угловая кафельная печь, потолочные тяги. Вдоль северной стены расположены четыре небольших помещения. 
Уличный парадный фасад имеет пятиосевую композицию, фланкирован лопатками и завершён треугольным фронтоном, в тимпане которого расположены два прямоугольных слуховых окна с продухами по обе стороны от них. Окна обрамлены наличниками с увеличенной верхней частью, дополненные прямоугольными сандриками с подзорами. Под сандриками помещены «сияния», резные элементы также украшают верхние и нижние части стоек наличников.
На главном фасаде установлена мемориальная доска: «Здесь, в доме деда, в 1872—1876 гг. жил Алёша Пешков (М. Горький)» (установлена в мае 1988 года).           